# Pycnodontoidea
Pycnodontoids vär ett utdött taxon av fiskar som levde under juraperioden. De var djupformade och i sidled smala fiskar. Deras tänder indikerar att de levde på små ryggradslösa djur. De kan ha liknat dagens fjärilsfiskar. Än så länge har man funnit ett enda fossil av Pycnodontoidea.  Fyndet hålls i Dinosaur National Monument, Utah.